# Original Penguin
Original Penguin è un'azienda produttrice di abbigliamento, calzature e occhiali da sole. Venne fondata nel 1955 da Munsingwear, un'azienda di Minneapolis produttrice di intimo e capi di abbigliamento militari, che nello stesso anno mise in commercio il primo golf Original Penguin negli Stati Uniti. Da quel momento il marchio divenne molto popolare, fino agli anni ottanta.
Nel periodo successivo il marchio perse popolarità; con lo scopo di riacquistarla, i vertici dell'azienda decisero di inviare ad alcuni golfisti due dozzine di magliette, che avrebbero poi utilizzato nei tornei più prestigiosi. I primi testimonial televisivi furono Bing Crosby e Bob Hope.
Il marchio venne acquistato da Perry Ellis nel 1996, e fu realizzata una nuova collezione sportiva nel 2003. Oggi Original Penguin è una marca molto richiesta e si può trovare nei negozi degli Stati Uniti come Barneys New York, Nordstrom, Urban Outfitters e David Jones Limited. Il marchio possiede numerosi negozi in franchising, uno dei quali si trova nel Lincoln Road Mall a Miami Beach.